# هلن گیلمور
هلن گیلمور (انگلیسی: Helen Gilmore؛ ‏ زاده حوالی ۱۸۷۲ – آوریل ۱۹۳۶) بازیگر اهل ایالات متحده آمریکا بود. وی بین سال‌های ۱۸۹۴ تا ۱۹۳۲ میلادی فعالیت می‌کرد.

## گزیدهٔ فیلم‌شناسی
- فقط همسایه و بس
- یک روز ناگوار
- پرده را بالا بزن
- دیگر موجود نیست!
- دارودسته ما
- دو نفر در جنب و جوش
- مشغله ذهنی
- عروس و دلتنگی
- چرا منو انتخاب کردی؟
- خودشه
- بیرون کردن میکروب‌ها از آلمان
- هیچ‌چیز جز دردسر
- برومو و ژولیت
- یک عاشقانه اوزارک
- آیا کلاهبرداران دغل‌کار هستند؟
- جایی در ترکیه
- بگیرش، گردن‌کلفت!
- گاسی دو لول
- رِند شهری
- اخراج‌شده
- یک زندگی پرهیجان
- جفت یک عقاب
- همرنگ جماعت شو
- جایی در ترکیه
- جناب اعلیحضرت حقه‌باز
- دیگر هرگز
- ماشین قراضه پادشاه به سلامت
- خروجی اینجاست
- با عجله
- نجات‌غریق‌ها
- تام سایر
- بچه‌های ناخدا کید
- ایمنی آخر از همه!
- بکش یا شفا بده
- حقیقت تمام و کمال
- شادی مادر
- هزینه پست
- زب در مقابل پاپریکا
- نزدیک دوبلین
- دامن‌های اسکاتلندی کوتاه
- مادام میستری
- لحظه سرنوشت‌ساز
- اینو به بچه‌ها بگو
- آیا لازم است ملوانان ازدواج کنند؟
- دو ملوان
- بندرگاه قدیمی!
- دردسر برادوی
- دست به دهان